# اسبه‌ریز
اسبه‌ریز یکی از رودهای استان آذربایجان شرقی است که از میان شهر تبریز می‌گذرد. رود باسمنج‌چای پس از ورود به تبریز، در شرق این شهر به دو قسمت تقسیم می‌شود؛ قسمت شمالی آن اسبه‌ریز نام دارد و قسمت جنوبی آن قوری‌چای نامیده می‌شود. این دو قسمت دوباره در محلهٔ پل‌سنگی باغمیشه به یک‌دیگر می‌پیوندند و میدان چایی را تشکیل می‌دهند.